# Madame de Genlis
Stéphanie Félicité du Crest (Issy-l'Évêque, 21 gennaio 1746 – Parigi, 3 dicembre 1830) è stata una scrittrice francese.
In virtù del matrimonio con Charles Alexis Brûlart, divenne contessa di Genlis.

## Biografia
Stéphanie-Félicité du Crest nacque in una famiglia borgognona della nobiltà di spada, figlia di un capitano che portava il titolo di marchese di Saint-Aubin, il quale, dilapidato il patrimonio avito, alla sua morte, avvenuta nel 1763, lasciò la vedova e i due figli nel bisogno.
La marchesa riuscì subito a introdurre la figlia nei salotti bene del tempo, dove la ragazza si fece apprezzare per l'abilità con quale suonava l'arpa, strumento che stava conoscendo, dopo un periodo di oblio, un nuovo successo. Quattro volte alla settimana, Félicité rallegrava con la musica i raffinati pranzi degli aristocratici commensali dietro compenso, circostanza che, essendo poco comme il faut, dopo la sua fortunata risalita sociale ella si preoccuperà di negare
Attraverso la mediazione di Madame de Montesson, amante e poi moglie morganatica del duca d’Orléans, Félicité fece la conoscenza di Charles-Alexis Brûlart, conte di Genlis, figlioccio e ricco erede del vecchio ministro Louis Philogène Brûlart de Sillery, marchese di Puisieulx. Félicité non si fece sfuggire l'occasione e i due giovani si sposarono quello stesso 1763.
Madame de Montesson la fece accogliere nel 1772 come dama di compagnia della duchessa di Chartres, nuora del duca d'Orléans, mentre il marito fu promosso capitano delle guardie del duca. La coppia ebbe così diritto ad alloggiare al Palais-Royal e a ottenere un appannaggio di 10.000 lire. Félicité non esitò a cedere alla corte del Duca di Chartres, che durante la rivoluzione si farà chiamare Philippe Égalité, restando tuttavia buona amica della duchessa e occupandosi dell'istruzione delle due piccole figlie della coppia, due gemelle nate nel 1777.
Félicité de Genlis scrisse sull'educazione dei bambini, racconti morali e novelle storiche; fu amica, tra gli altri, di Rousseau, di Charles-Pierre Claret de Fleurieu, di Bernardin de Saint-Pierre, di Talleyrand, e di Juliette Récamier. Nel 1782 pubblica il suo primo romanzo epistolare Adèle et Thèodore scritto mentre era in vacanza a Lusignano nella valle del Centa in Liguria, dove il tema di fondo è quello dell'educazione, dove prende una netta distanza dall’Emile, per lei la condizione della donna dipende dall'educazione che le viene impartita per prendere il ruolo che le spetta nella società, mentre per Jean-Jacques Rousseau la sfera di azione femminile è ristretta all'ambito domestico e pertanto la loro educazione resta limitata; per Genlis l'istruzione rappresenta un passo avanti per l'emancipazione ma dall'altra si è sottomessi prima al volere della madre e poi del marito. Il successo di questo romanzo è dovuto al fatto che sia la prima donna ad essere gouverneur di principi di sangue reale.
Durante la Rivoluzione francese fuggì in Inghilterra mentre il marito fu ghigliottinato, come pure Philippe Égalité: in Inghilterra sposò la figlia Pamela, avuta dal duca di Chartres, con il lord Edward Fitzgerald, ucciso dai repubblicani irlandesi nel 1798. Nel 1801, Napoleone I l'autorizzò a rientrare in Francia, la impiegò come spia e le accordò una pensione. Visse abbastanza a lungo per avere la soddisfazione di vedere Luigi Filippo, da lei allevato, salire sul trono di Francia. È sepolta nel cimitero parigino di Père-Lachaise.

## Scritti
- Adèle et Théodore ou lettres sur l'éducation contenant tous les principes relatifs à l'éducation des Princes, des jeunes personnes et des hommes, Paris, Lambert & F. J. Baudouin, 1792
- Les Petits Émigrés, ou Correspondance De Quelques Enfans: Ouvrage Fait Pour Servir À L'Education De La Jeunesse, Paris, Onfroy; Berlin, Legarde, 1798
- Nouveaux contes moraux et nouvelles historiques, Paris, Maradan, 1806
- Bélisaire, Paris, Maradan 1808
- Maison rustique pour servir à l'éducation de la jeunesse ou Retour en France d'une famille émigrée, Paris, Maradan 1810
- De l'influence des femmes sur la littérature française, comme protectrices des lettres et comme auteurs, ou Précis de l'histoire des femmes françaises les plus célèbres, 1811.
- Dictionnaire critique et raisonné des étiquettes de la Cour ou l'esprit des étiquettes et des usages anciens, Paris, E. Mongie, 1818
- Les Parvenus, Paris, Ladvocat, 1819
- Mémoires de la marquise de Bonchamps, Paris, s. e., 1823
- Mémoires inédits sur le dix-huitième siècle et la Révolution française, depuis 1756 jusqu'à nos jours, Paris, Ladvocat, 1825.
- Alphonsine ou la tendresse maternelle, Paris, Lecointe et Durey 1825